# Epirrhoe subtristata
Epirrhoe subtristata là một loài bướm đêm trong họ Geometridae.